# Sociología del lenguaje

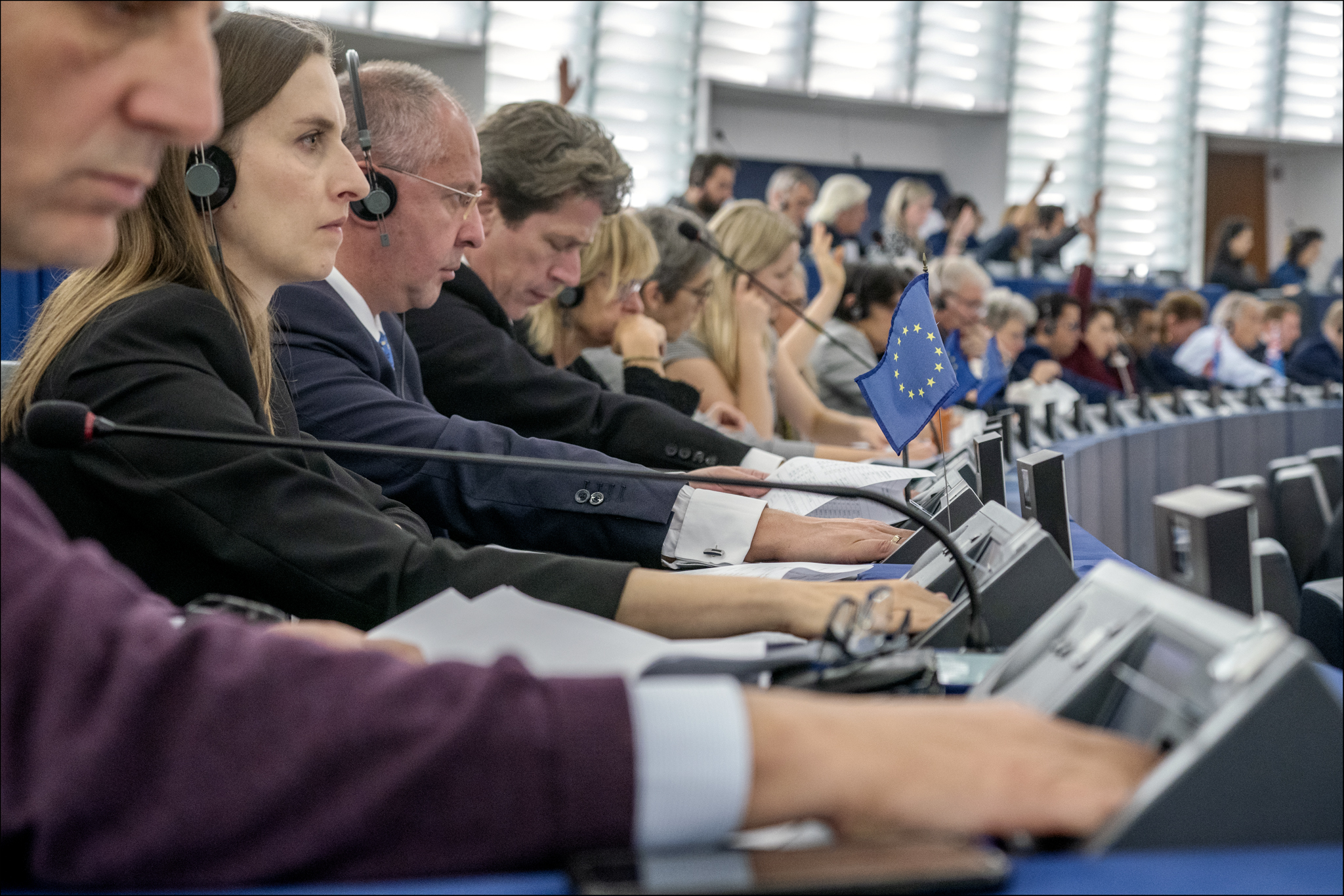
En la UE se traducen 24 idiomas. En la imagen, los miembros del Parlamento Europeo votando el presupuesto de 2020 con el auricular mediante el que reciben la interpretación a su idioma.

La sociología del lenguaje es una disciplina que nace a fines de la década de 1950 para dar cuenta de los problemas lingüísticos de los Estados en procesos de descolonización. Los nuevos estados, independientes de sus metrópolis coloniales, necesitaban liberarse de las lenguas de la etapa anterior para poder quitar todo resabio colonial. Para eso, aparece la sociología del lenguaje, que busca intervenir directamente en la lengua mediante políticas y planificación lingüísticas, llevadas a cabo (principalmente) por el Estado, para poder así construir una identidad nacional. 
La sociología del lenguaje se encuentra directamente relacionada con los conceptos de política lingüística y planificación lingüística. Diversos autores dan múltiples definiciones de ambos, pero podemos decir que: el primero intenta dar cuenta del marco jurídico y legal necesario para brindar determinado rol o estatus a una o varias lenguas; el segundo es la puesta en práctica de las políticas lingüísticas que se determinaron previamente. 
Entre los teóricos internacionales se puede mencionar al pionero norteamericano Joshua Fishman y en el ámbito hispano a José María Sánchez Carrión, entre otros.